# La fuente de eterna juventud
La fuente de eterna juventud  es una pintura al óleo sobre madera, 122,5 x 186,5 cm. realizada en 1546, por el pintor Lucas Cranach el Viejo y que se conserva en la Gemäldegalerie de Berlín.

## Antecedentes
Lucas Cranach el Viejo (Kronach, 1472 - Weimar, 1553) se formó con su padre Hans. De 1500 a 1504 estuvo activo en Viena y mantuvo contactos con el círculo de humanistas de la ciudad. A partir de 1505 trabajó en el palacio de Wittenberg, donde organizó un gran taller de pintura. A partir de 1519 fue miembro del consejo municipal y alcalde en varias ocasiones. Influido por el arte de los países alpinos y por Albrecht Durero, Cranach desarrolló un nuevo estilo pictórico, que consistía en crear un todo romántico mediante la fusión del paisaje con la representación figurativa.
Gracias a esta concepción, fundamental para la evolución posterior de la pintura en el sur de Alemania, se le considera el fundador de la Escuela del Danubio. También recibió influencias de la pintura flamenca, que conoció durante su viaje a Flandes en 1508.

## La fuente de eterna juventud
Este tema combina la inmortalidad con la eterna juventud. Surgió como consecuencia de la creencia mística en la fuerza purificadora y renovadora del agua. Únicamente las grandes mujeres, como se refleja en esta obra, tienen la suerte de poder disfrutar de esta transformación. Se introducen en la fuente dominada por Venus y Cupido, y salen de la fuente jóvenes y hermosas. Después disfrutan de una buena mesa, del baile y del amor. Los hombres, según se dice, rejuvenecen mediante el trato con mujeres jóvenes. Cranach redujo el tema a su aspecto meramente mundano, de acuerdo con el gusto cortesano de la época.
Cranach tiene infinidad de obras importantes como por ejemplo Pareja amorosa desigual, La crucifixión, Descanso en la huida de Egipto, Retrato de una dama, Ninfa de la Fuente, Virgen con el Niño bajo un manzano, Venus, Adán y Eva, El juicio de Paris, etc.

## Europeana 280
En abril de 2016, la pintura La fuente de eterna Juventud fue seleccionada como una de las diez más grandes obras artísticas de Alemania por el proyecto Europeana.